# Renealmia oligosperma
Renealmia oligosperma är en enhjärtbladig växtart som beskrevs av Karl Moritz Schumann. Renealmia oligosperma ingår i släktet Renealmia och familjen Zingiberaceae. Inga underarter finns listade i Catalogue of Life.